# Pedro Álvares Cabral (monumento)
Pedro Álvares Cabral é um monumento localizado no Parque do Ibirapuera, em São Paulo. Foi criado por Luis Morrone, a partir de um projeto de Agostinho Vidal da Rocha, e inaugurado em 10 de junho de 1988. Representa Pedro Álvares Cabral e sua inauguração está relacionada às celebrações dos 500 anos do Descobrimento.
Na obra, destacam-se o pedestal, feito em mármore, onde foi esculpido o Brasão de armas de Portugal. Nos lados, foram colocadas placas de granito, com a lista de quem contribuiu financeiramente com a obra e com uma citação de Tancredo Neves. No topo do pedestal, está Cabral, feito em bronze, com braços e estendidos e mãos na direção do céu.

## Galeria

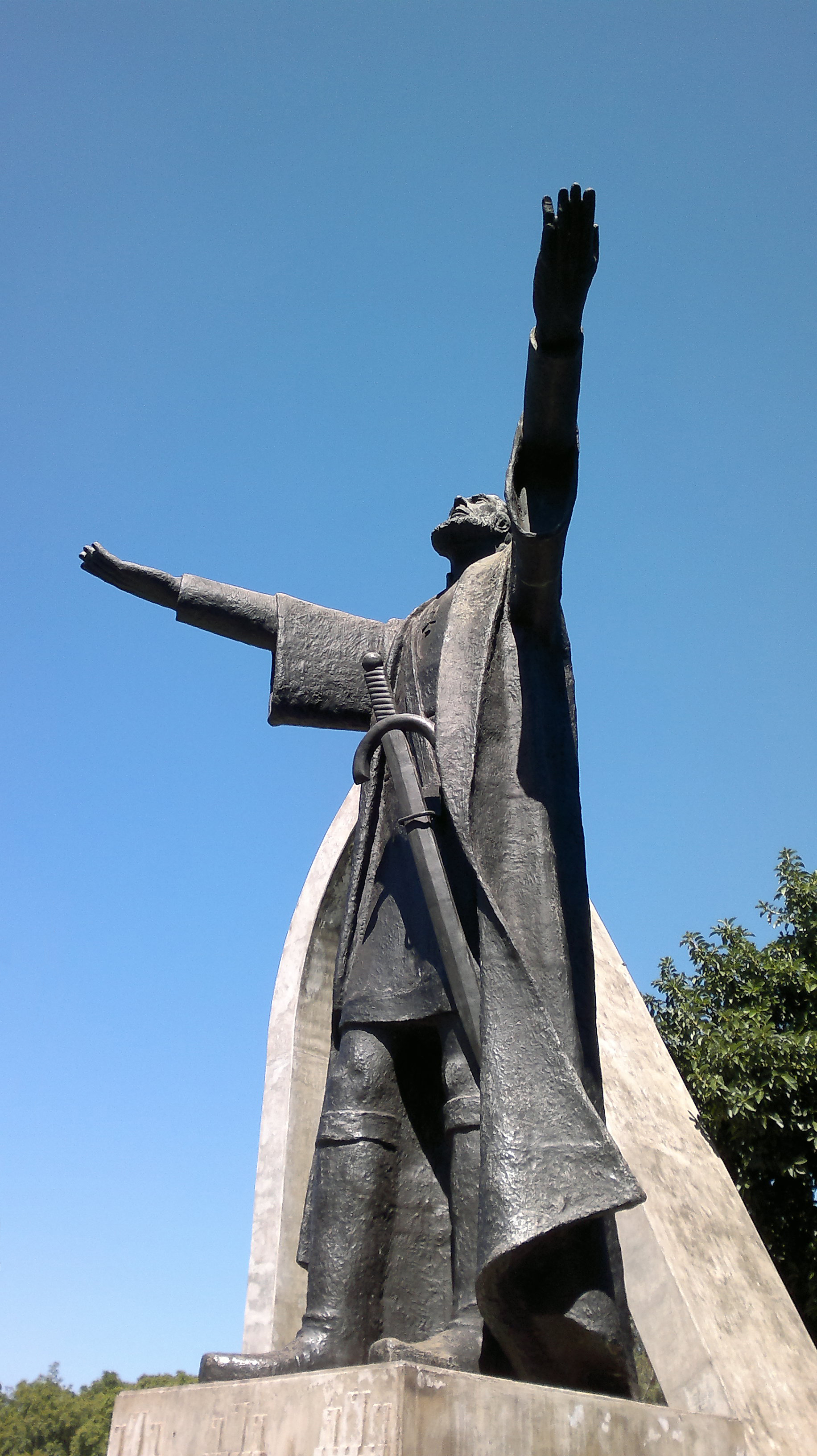
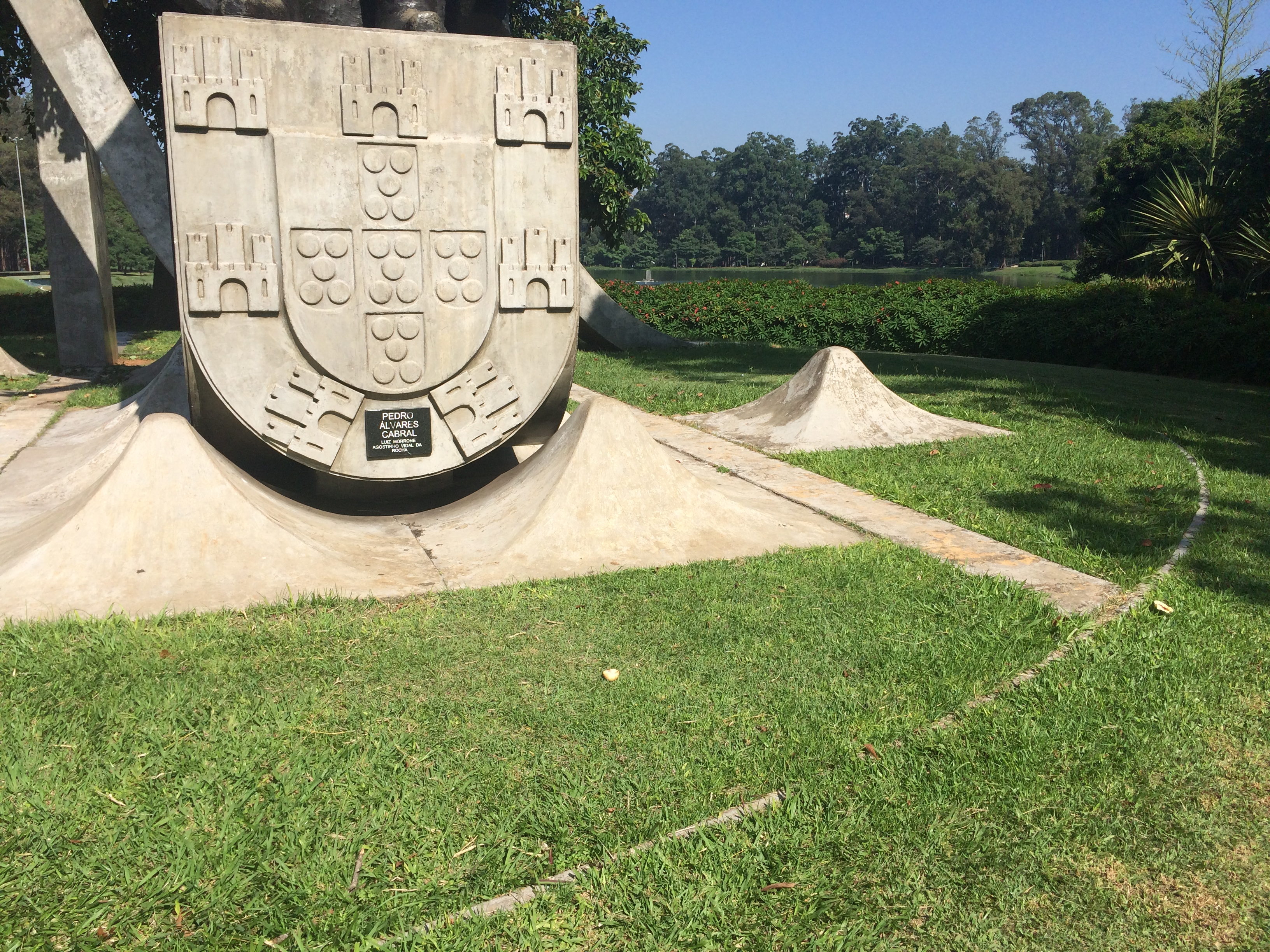
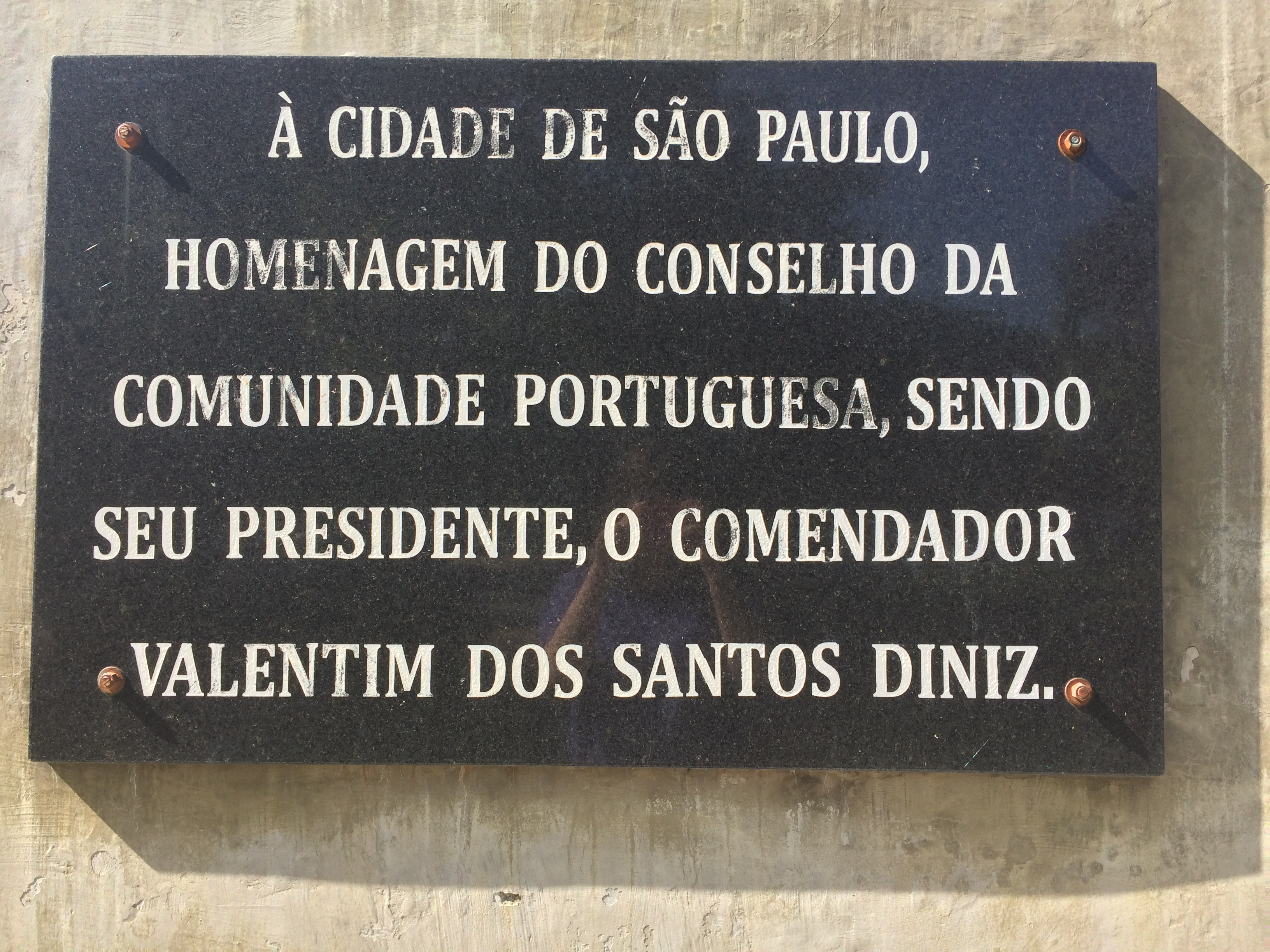
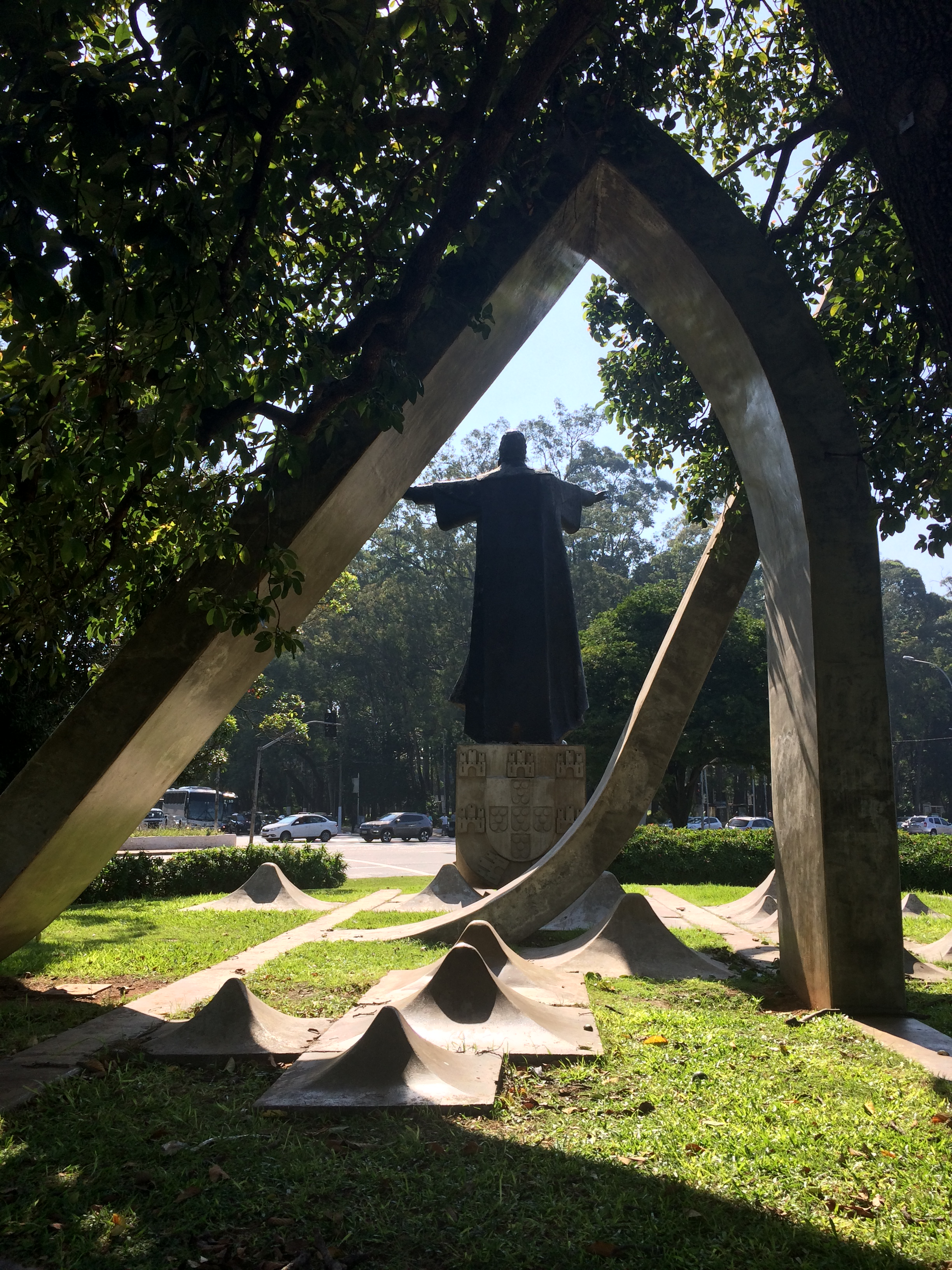